# GYUB
GYUB (acronyme de Goche Yeonlyo Uju Balsache ou고체연료 우주발사체, en coréen lanceur spatial à combustible solide) est un lanceur spatial à propergol solide de la Corée du Sud développé pour répondre aux besoins des militaires sud-coréens. Le 4 décembre 2023, ce lanceur a effectué son premier vol orbital en décollant depuis une barge située au large de l'île de Jeju dans une version comprenant 3 étages sur les 4 prévus à terme. Il a placé sur une orbite un prototype de satellite de reconnaissance d'une masse de 100 kilogrammes. Des versions opérationnelles plus puissantes sont en cours de développement.

## Historique
TV2 est la deuxième version d'un lanceur dont le nom n'est pas connu mais qui est désigné par les médias sud-coréens GYUB (acronyme de Goche Yeonlyo Uju Balsache  - 고체연료 우주발사체 - en coréen lanceur spatial à combustible solide). Ce lanceur, qui comporte dans sa version finale quatre étages dont les trois premiers sont à propergol solide, est développé par la société sud-coréenne Hanwha pour le compte de l'Agence pour le développement de la Défense (국방과학연구소), l'organisation de développement militaire de la Corée du sud. Deux lancements suborbitaux d'une version dite TV1 (Test Vehicle 1, Véhicule d'essai n°1) ne comportant que les trois derniers étages, ont été effectués en 2022. L'agence pour le développement de la Défense sud-coréenne prévoit le premier lancement en 2027 d'une version complète du lanceur capable de placer un satellite d'une tonne sur une orbite héliosynchrone. En 2032, les militaires comptent disposer d'une version capable de placer 7 tonnes sur une orbite héliosynchrone et 3,7 tonnes sur une orbite de transfert géostationnaire,.
TV2 est une version incomplète du lanceur final ne comportant que le 1er, le 3e et le 4e étages. Elle a décollé le 4 décembre 2023 depuis une barge située au large de l'île de Jeju. La fusée a placé un prototype de satellite de reconnaissance radar S-STEP 1 (Small SAR Technology Experimental Project) de 100 kilogrammes sur une orbite héliosynchrone caractérisée par une altitude de 650 kilomètres et une inclinaison orbitale de 46,98°,.

## Caractéristiques techniques
Le lanceur dans sa version finale comprend quatre étages dont les trois premiers étages sont à propergol solide et le quatrième, baptisé PBS, à ergols liquides. La version lancée en décembre 2023 avait une poussée au décollage estimée à 170 tonnes avec la capacité de placer en orbite basse 700 kilogrammes,.

## Historique des lancements
| Date             | Désignation lanceur | Premier étage | Deuxième étage | Troisième étage | Quatrième étage (PBS) | Base de lancement | Charge utile |
| ---------------- | ------------------- | ------------- | -------------- | --------------- | --------------------- | ----------------- | ------------ |
| 30 mars 2022     | TV1                 |               | X              | inerte          | X                     | Anhueng           |              |
| 30 décembre 2022 | TV1                 |               | X              | X               | X                     | Anhueng           |              |
| 4 décembre 2023  | TV2                 | X             |                | X               | X                     | Barge (Jeju)      | S-STEP 1     |